# Gaumenzahn
Ein Gaumenzahn kann Teil der Bezahnung von Fischen, Amphibien, Schlangen und Eidechsen sein. Meist handelt es sich um sehr kleine Zähne, die im Gaumen sitzen. Sie dienen dem Festhalten der Beute. Besonders dann, wenn keine anderen Zähne in den Kieferknochen vorhanden sind, übernehmen die Gaumenzähne diese Aufgabe. Bei den genannten Tiergruppen wachsen sie immer wieder nach.
Das Vorhandensein, die Anzahl und Lage der Gaumenzähne ist für die Klassifikation von Arten und Gattungen von großer Bedeutung. Diese Zahnbildungen sind auch fossil meist noch erhalten, beispielsweise bei Funden von Vorfahren der Reptilien und Amphibien wie den Trematosauria. Sclerocephalus, ein Lurch, der vor 290 Millionen Jahren im Süßwasser lebte, hatte drei Paar hauerartige Gaumenzähne, mit denen er große Fische festhielt. Bei vielen Vertretern der Capitosauria aus der Triaszeit vor rund 220 Millionen Jahren waren die Gaumenzähne ungefähr so groß wie die auf den Kieferknochen befindlichen Zähne.

## Reptilien

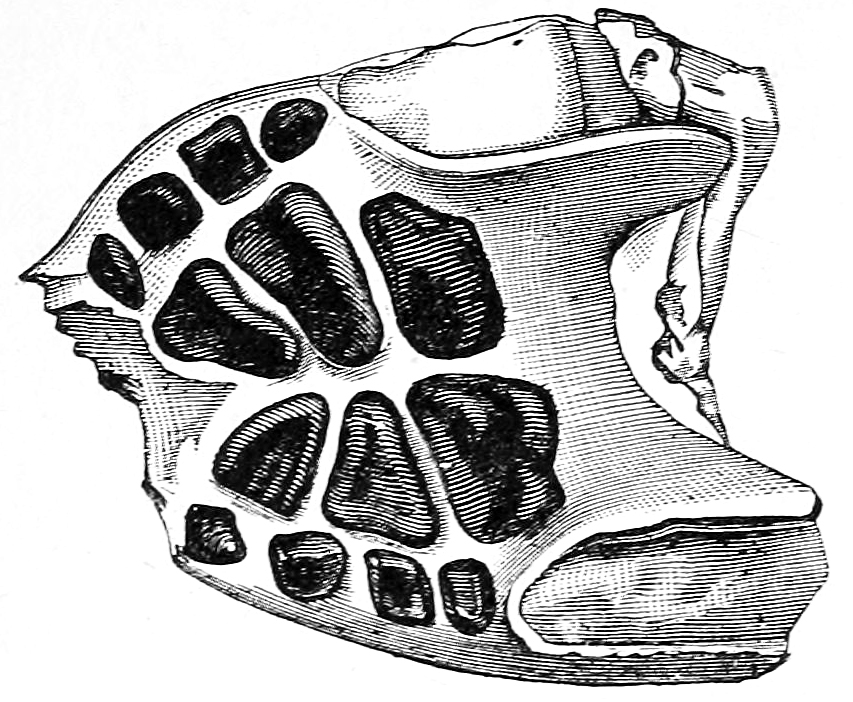
Unterseite des Oberkiefers von Placodus gigas, in der Mitte die sechs breiten Gaumenzähne

Bei einigen der heute lebenden Reptilien sitzen auch auf den Flügelbeinen Zähne, beispielsweise bei den meisten Vertretern der Echten Eidechsen, Skinke oder Agamen.
Das Gebiss von Placodus gigas, einem diapsiden Reptil aus der unteren Trias, umfasste neben den Zähnen auf dem Ober- und Unterkiefer insgesamt sechs Gaumenzähne. Die Gaumenzähne waren flach und sehr breit. Sie besaßen eine dicke Zahnschmelzauflage.

## Amphibien
Bei Amphibien können auf dem Pflugscharbein (Vomer) ebenfalls Zähne sitzen. Oft werden diese Vomerzähne ebenfalls als Gaumenzähne bezeichnet. 
Bei den Querzahnmolchen ist die Anordnung der Gaumenzähne in Querreihen namensgebend für die Familie.

## Fische
Bei vielen Karpfenfischen, die zahnlose Kiefer haben, befindet sich eine an der Oberfläche verhornte Kauplatte an der Basis des Hirnschädels (genauer am Processus pharyngealis) und dient als Gegenstück zu den unteren Schlundzähnen. Ähnliche Reib- und Kauplatten am Gaumendach finden sich bei vielen weiteren Fischen, z. B. beim Gestreiften Leierfisch, den Sandstinten, bei der Zahnkärpflingsgattung Fundulus, beim Gewöhnlichen Hornhecht, bei den Makrelenhechten, bei Halbschnäblern, bei den Feilenfischen, den Mondfischen, Kugel- und Igelfischen sowie bei Papageifischen. In allen Fällen arbeiten diese Gaumenzahnplatten gegen ähnliche Gebilde an der Basis der Kiemenbögen und ermöglichen das Zerquetschen der Nahrung.